# Pelagoni
Pelagoni, en llatí Pelagonius (Saloninus), en grec antic Πελαγόνιος, va ser un escriptor del segle iv, remarcable per la seva obra de veterinària en llatí. Va tractar especialment sobre les malalties i lesions dels cavalls.
Va ser un dels autors inclosos a la Hippiatrica, una enciclopèdia que es va escriure a l'Imperi Romà d'Orient i que recollia textos antics sobre els cavalls. Part de la seva obra es conserva en grec i llatí.
Es va inspirar en Columel·la i Vegeci el va citar i copiar.

## Detalls
Segons diversos estudis, Pelagoni era una persona amb formació. Al costat de termes "vulgars", probablement emprats per a una bona comprensió per part dels lectors, el seu estil és elaborat i ple de recursos.
Els continguts de l'obra són poc originals. Esmenta uns quants hipiatres famosos en la seva època.
Estava interessat en els cavalls de curses i ell mateix era auriga en privat.

## Edicions
Hi ha una edició moderna de la seva obra a Teubner:
De veterinaria medicina, per K.D. Fischer.

## Estudis i obra digitalitzada
- Pelagonius Estudis i obra digitalitzada Arxivat 2011-06-06 a Wayback Machine. a BIUM (Bibliothèque interuniversitaire de médecine et d'odontologie, Paris)